# Manchesterská univerzita
Manchesterská univerzita (anglicky University of Manchester) je státní univerzita v Manchesteru ve Spojeném království. K akademickému roku 2018/2019 měla přes čtyřicet tisíc studentů a deset tisíc zaměstnanců, čímž patřila k největším univerzitám Spojeného království. Do první desítky patřila i při srovnání britských univerzit podle rozpočtu.
Současná univerzita formálně vznikla v roce 2004, kdy do ní byly sloučeny University of Manchester Institute of Science and Technology, jehož kořeny sahaly do roku 1824, a Victoria University of Manchester, která byla založena v roce 1851. Tím se řadí mezi červenocihelné univerzity, které vznikly v 19. století v průmyslových britských městech, a její součástí je řada historických institucí a budov, například Manchesterské muzeum, Whitworthova umělecká galerie, Knihovna Johna Rylandse a hvězdárna Jodrell Bank (památka Světového dědictví UNESCO).

## Významné osobnosti
Protože univerzita vznikla sloučením starších institucí, počítá mezi své pětadvacet nositelů Nobelovy ceny.

### Seznam nositelů Nobelovy ceny
Za chemii:
- Ernest Rutherford, 1908, „výzkum rozpadu prvků a chemii radioaktivních látek“
- Arthur Harden, 1929, „objev fermentace cukrů a fermentačních enzymů“
- Walter Haworth, 1937, „práce na sacharidech a vitamínu C“
- George de Hevesy, 1943, „práce na využití izotopů jako značkovačů při chemických procesech“
- Robert Robinson, 1947, výzkum antokyanů a alkaloidů
- Alexander Robertus Todd, 1957, výzkum v oblasti struktury a syntézy nukleotidů, nukleosidů a koenzymů
- Melvin Calvin, 1961, výzkumy asimilace oxidu uhličitého v rostlinách
- John Charles Polanyi, 1986, výzkum dynamiky základních chemických procesů metodou zkřížených molekulových svazků
- Michael Smith, 1993, práce v oboru molekulární genetiky

Za fyziku:
- Joseph John Thomson, 1906, objev elektronu
- William Lawrence Bragg, 1915, zjištění atomové struktury nerostů, slitin a silikátů
- Niels Bohr, 1922, výzkum struktury atomů a jejich záření
- Charles Thomson Rees Wilson, 1927, Wilsonova mlžná komora
- James Chadwick, 1935, objev neutronu
- Patrick Maynard Stuart Blackett, 1948, výzkum kosmického záření
- John Douglas Cockcroft, 1951, přeměny atomových jader uměle urychlenými jadernými částicemi
- Hans Bethe, 1967, hvězdná nukleosyntéza
- Nevill Mott, 1977, výzkum elektrických a magnetických vlastností amorfních polovodičů
- Konstantin Sergejevič Novoselov a Andre Geim, 2010, objev grafenu

Za fyziologii a medicínu:
- Archibald Hill, 1922, objevy v oblasti tvorby tepla ve svalech
- John Sulston, 2002, přínos k poznání procesu genetické regulace při vývoji orgánů a odumírání buněk

Za ekonomii:
- John Hicks, 1972, „průkopnické příspěvky k teorii všeobecné rovnováhy a teorii blahobytu“
- Arthur Lewis, 1979, „průkopnický výzkum ekonomického rozvoje se zvláštním zřetelem na problémy rozvojových zemí“
- Joseph Stiglitz, 2001, „za položení základů pro teorii trhů s asymetrickými informacemi“